# Rocksprings (Texas)
Rocksprings es un pueblo ubicado en el condado de Edwards en el estado estadounidense de Texas. En el Censo de 2010 tenía una población de 1182 habitantes y una densidad poblacional de 375,62 personas por km².

## Geografía
Rocksprings se encuentra ubicado en las coordenadas 30°1′2″N 100°12′48″O / 30.01722, -100.21333. Según la Oficina del Censo de los Estados Unidos, Rocksprings tiene una superficie total de 3.15 km², de la cual 3.15 km² corresponden a tierra firme y (0%) 0 km² es agua.

## Demografía
Según el censo de 2010, había 1182 personas residiendo en Rocksprings. La densidad de población era de 375,62 hab./km². De los 1182 habitantes, Rocksprings estaba compuesto por el 81.3% blancos, el 0.93% eran afroamericanos, el 1.1% eran amerindios, el 0.42% eran asiáticos, el 0% eran isleños del Pacífico, el 14.97% eran de otras razas y el 1.27% pertenecían a dos o más razas. Del total de la población el 74.53% eran hispanos o latinos de cualquier raza.